# NGC 25
NGC 25 este o galaxie lenticulară situată în constelația Phoenix. A fost descoperită în 28 octombrie 1834 de John Herschel.